# Поток-Гурни (гміна)
Гміна Поток-Гурни (пол. Gmina Potok Górny) — сільська гміна у східній Польщі. Належить до Білгорайського повіту Люблінського воєводства.
Станом на 31 грудня 2011 у гміні проживало 5557 осіб.

## Площа
Згідно з даними за 2007 рік площа гміни становила 110.94 км², у тому числі:
- орні землі: 68.00%
- ліси: 27.00%

Таким чином, площа гміни становить 6.61% площі повіту.

## Населення
Станом на 31 грудня 2011:
| Опис     | Загалом | Загалом | Чоловіки | Чоловіки | Жінки | Жінки |
| -------- | ------- | ------- | -------- | -------- | ----- | ----- |
| одиниця  | осіб    | %       | осіб     | %        | осіб  | %     |
| все      | 5557    | 100     | 2760     | 49.67    | 2797  | 50.33 |
| міське   | 0       | 100     | 0        |          | 0     |       |
| сільське | 5557    | 100     | 2760     | 49.67    | 2797  | 50.33 |

## Сусідні гміни
Гміна Потік-Горішній межує з такими гмінами: Біща, Гарасюки, Крешів, Курилівка.